# Progestine
Die Progestine (auch Progestagene und Progestogene genannt) sind synthetische Analoga der Gestagene. Sie werden als Wirkstoffe beispielsweise in der hormonellen Empfängnisverhütung und in der Hormonersatztherapie eingesetzt.
Progestine leiten sich von den natürlich vorkommenden Sexualhormonen Nortestosteron bzw. Testosteron oder Progesteron ab.

## Partialwirkungen
Die Abkömmlinge des  Nortestosterons  wie Norethisteronacetat, Levonorgestrel und Gestoden weisen neben ihrer gestagenen Wirkung auch eine androgene Partialwirkung auf, was die Neigung zu fettiger Haut und Körperbehaarung verstärken kann. Nur minimal ausgeprägt ist die androgene Wirkung  bei Norgestimat und Etonogestrel; Dienogest weist keine Aktivität an Androgenrezeptoren auf. Drospirenon hat neben einer antiandrogenen auch eine antimineralcorticoide Aktivität, die einer vermehrten Wassereinlagerung entgegenwirkt, die durch die Östrogenkomponente der „Pille“ verursacht wird. Weitere Arzneistoffe aus der Nortestosterongruppe sind Desogestrel, eine Vorstufe des Etonogestrels, sowie Norelgestromin, der aktive Metabolit von Norgestimat.
Die Abkömmlinge des Progesterons, Chlormadinonacetat und Cyproteronacetat, haben eine deutlich antiandrogene Wirkung. Nomegestrol wirkt nur mild antiandrogen; zu Medroxyprogesteron gibt es uneinheitliche Angaben.
| Stammverbindung                                                                         | Verbindung          | Antiestrogene Wirkung | Androgene Wirkung | Antiandrogene Wirkung | Glucokortikoide Wirkung | Antimineralkortikoide Wirkung |
| --------------------------------------------------------------------------------------- | ------------------- | --------------------- | ----------------- | --------------------- | ----------------------- | ----------------------------- |
| Progesteron ist eine Stammverbindung der Progestagene                                   | Progesteron         | +                     | –                 | (+) ±                 | ±                       | +                             |
| Progesteron ist eine Stammverbindung der Progestagene                                   | Medroxyprogesteron  | +                     | (+)               | – +                   | +                       | –                             |
| Progesteron ist eine Stammverbindung der Progestagene                                   | Cyproteronacetat    | +                     | –                 | +                     | +                       | –                             |
| Progesteron ist eine Stammverbindung der Progestagene                                   | Chlormadinonacetat  | +                     | –                 | +                     | +                       | –                             |
| Progesteron ist eine Stammverbindung der Progestagene                                   | Medrogeston         | +                     | –                 | –                     |                         | –                             |
| Progesteron ist eine Stammverbindung der Progestagene                                   | Megestrol           | +                     | –                 | –                     | +                       | –                             |
| Vom 19-Nortestosteron leiten sich weitere Progestagene ab                               | Norethisteronacetat | +                     | +                 | –                     | –                       | –                             |
| Vom 19-Nortestosteron leiten sich weitere Progestagene ab                               | Levonorgestrel      | +                     | +                 | –                     | –                       | –                             |
| Vom 19-Nortestosteron leiten sich weitere Progestagene ab                               | Gestoden            | +                     | +                 | –                     | ±                       | –                             |
| Vom 19-Nortestosteron leiten sich weitere Progestagene ab                               | Norgestimat         | +                     | +                 | –                     | –                       | –                             |
| Vom 19-Nortestosteron leiten sich weitere Progestagene ab                               | Etonogestrel        | +                     | +                 | –                     |                         | –                             |
| Vom 19-Nortestosteron leiten sich weitere Progestagene ab                               | Dienogest           | +                     | –                 | +                     | –                       | –                             |
| Vom 19-Nortestosteron leiten sich weitere Progestagene ab                               | Drospirenon         | +                     | –                 | +                     | –                       | +                             |
| + vorhanden ± teilweise vorhanden (+) schwach/eingeschränkt vorhanden – nicht vorhanden |                     |                       |                   |                       |                         |                               |

## Generationen
Je nach ihrer Einführung in die Therapie werden die synthetischen Gestagene auch in Generationen eingeteilt:
- 1. Generation: Norethisteron
- 2. Generation: Levonorgestrel
- 3. Generation: Gestoden, Desogestrel, Norgestimat

Manche Autoren rechnen Drospirenon, das Strukturelemente des Spironolactons enthält, einer 4. Generation zu.

## Risiko Venenthrombose
Eine bekannte, seltene Nebenwirkung der Anwendung kombinierter oraler Kontrazeptiva ist das Auftreten venöser thromboembolischer Ereignisse (VTE), auf die in den Produktinformationen hingewiesen wird. Das Risiko ist erhöht bei Antibabypillen mit bestimmten Progestagenen der 3. und 4. Generation gegenüber solchen, die Levonorgestrel (im 28-Tage Zyklus) oder Norethisteron enthalten. Anfang 2024 veröffentlichte die deutsche Arzneimittelbehörde BfArM das Ergebnis einer gemeinschaftlich mit anderen Behörden vorgenommene Risikoabschätzung für ein Auftreten venöser thromboembolischer Ereignisse unter der Anwendung von kombinierten hormonellen Verhütungsmitteln. Es ergänzt jenes des 2014 durchgeführten Risikobewertungsverfahrens der europäische Arzneimittelagentur. Das geschätzte Risiko für ein Auftreten von VTE pro 10.000 Frauen pro Jahr betrage demzufolge:
- Circa 5 bis 7 Fälle bei Frauen, die eine Kombination anwenden, die Levonorgestrel (im 28-Tage Zyklus), Norgestimat oder Norethisteron enthält,
- Circa 5 bis 15 Fälle bei Frauen, die eine Kombination anwenden, die Levonorgestrel im Langzeitzyklus enthält,
- Circa 6 bis 9 Fälle bei Frauen, die eine Kombination anwenden, die Chlormadinon  enthält,
- Circa 6 bis 12 Fälle bei Frauen, die eine Kombination anwenden, die Etonogestrel oder Norelgestromin enthält,
- Circa 8 bis 11 Fälle bei Frauen, die ein hormonales Kontrazeptivum anwenden, das Dienogest in Kombination mit Ethinylestradiol  enthält,
- Circa 9 bis 12 Fälle bei Frauen, die eine Kombination anwenden, die Gestoden, Desogestrel oder Drospirenon enthält.

Bei Frauen, die ein hormonales Kombinationspräparat anwenden, das die Kombination aus Nomegestrol mit Estradiol oder die Kombination aus Dienogest mit Estradiolvalerat enthält, treten VTE in etwa gleicher Zahl wie bei anderen Kombinationen auf. Zum Vergleich: Bei Frauen, die keine oralen Kontrazeptiva anwenden (Nichtanwenderinnen) und nicht schwanger sind, treten jährlich etwa 2 Fälle von VTE pro 10.000 Frauen auf.